# Abdulrahim Jumaa
Abdulrahim Jumaa Al-Junaibi est un footballeur émirati né le 23 mars 1979. Il évolue au poste de milieu de terrain.

## Palmarès
- Al-Wahda Club
  - Cinquième de la Coupe du monde de football des clubs 2010